# Syedra oii
Syedra oii är en spindelart som beskrevs av Saito 1983. Syedra oii ingår i släktet Syedra och familjen täckvävarspindlar. Inga underarter finns listade i Catalogue of Life.